# Tekes (Fluss)
Der Tekes (kasachisch Текес өзені, chinesisch 特克斯河, Pinyin Tèkèsī Hé) ist der linke bzw. südliche Quellfluss des Ili in Kasachstan und China (Zentralasien).
Er entspringt im äußersten Osten des Terskej-Alatau an der nördlichen Abdachung des zentralen Tianshan-Gebirges im Dreiländereck Kirgisistan-Kasachstan-China. Dort liegt seine Quelle im Südosten von Kasachstan nur etwas nördlich des Dschengisch Tschokusu, des mit 7439 m höchsten Berges dieses Hochgebirges. Von dort fließt der wasserreiche Tekes in nordöstlicher Richtung über die Grenze in das Uigurisch Autonome Gebiet Xinjiang (nordwestliches China) und durch ein stets breiter werdendes Hochgebirgstal. Dabei passiert er das südlich aufragende Ili-Gebirge, ein Teil des Tianshan. Am Talende mündet der Tekes in den Künes, den eigentlichen Quellfluss bzw. Oberlauf des Ili, der von Osten heranfließt. Der Tekes hat eine Länge von 438 km. Der Fluss gefriert zwischen Dezember und März. Der mittlere Abfluss (MQ) nahe der Mündung beträgt 270 m²/s. Das Wasser des Tekes wird zur Bewässerung genutzt.